# Rezerwat przyrody Jeziora Gołyńskie
Jeziora Gołyńskie – torfowiskowy rezerwat przyrody w województwie lubuskim, w powiecie międzyrzecki, w gminie Pszczew. Leży w granicach Pszczewskiego Parku Krajobrazowego.
Obszar rezerwatu objęty jest ochroną czynną.

## Podstawa prawna
Nr rej. woj. – 20

### Data i akt prawny obejmujący rezerwat ochroną
Zarządzenie Ministra Leśnictwa i Przemysłu Drzewnego z dnia 23 czerwca 1972 r. (M.P. z 1972 r. nr 36, poz. 202)

### Inne akty prawne
- Obwieszczenie Wojewody Lubuskiego z dnia 16 stycznia 2002 r. w sprawie ustalenia wykazu rezerwatów przyrody utworzonych do dnia 31 grudnia 1998 r. (Dz. Urz. Woj. Lubuskiego Nr 12, poz. 144).
- Zarządzenie Nr 36/2011 Regionalnego Dyrektora Ochrony Środowiska w Gorzowie Wielkopolskim z dnia 7 lipca 2011 r. w sprawie rezerwatu przyrody „Jeziora Gołyńskie” (Dz. Urz. Woj. Lubuskiego Nr 81, poz. 1568)

## Położenie
- Województwo lubuskie
- Powiat międzyrzecki
- Gmina Pszczew
- Obr. ewidencyjny – Borowy Młyn[3]

## Właściciel, zarządzający
Skarb Państwa, Nadleśnictwo Trzciel

## Powierzchnia pod ochroną
- 3,10 ha
- Dz. nr 2140 (część) – 3,10 ha[3]

## Opis przedmiotu poddanego ochronie
Rezerwat typu torfowiskowego stanowi fragment dawnego Jeziora Gołyńskiego, obecnie przez ekspansję lasu częściowo osuszonego. Jego pozostałościami są jeziora Gołyń i Gołyń Mały, a sam rezerwat składa się z dwóch płatów leżących u ich brzegów. Teren rezerwatu porośnięty jest olszą, brzozą, dębem i sosną. Występuje tu rzadka roślina – wełnianka alpejska. Teren równy, miejscami wgłębiony. Zwarcie przerywane, miejscami luźne. Gleby bagienne, torfowisko słabo zmineralizowane niskie, głęboko wilgotne, miejscami torf głęboki niski na iłach jeziornych. W runie oprócz wełnianki alpejskiej występuje rosiczka, mchy, turzyce, mietlica, trzcinnik, wierzbówka, przetacznik ożankowy.

## Cel ochrony
Celem ochrony rezerwatu jest zachowanie ze względów naukowych i dydaktycznych fragmentu lasu wilgotnego ze stanowiskami rzadkich roślin torfowiskowych.